# 二月廿五
二月廿五，农历二月第二十五天。

## 出生
- 元惠宗至正十七年，方孝孺。

## 逝世
- 北魏孝明帝武泰元年，孝明帝元诩薨。

## 节假日和习俗
- 三山國王聖誕：三山國王之中的大王「巾山國王聖誕」，故三山國王三位神一併於此日慶祝聖誕。

## 参看
- 日历
- 二月廿三 - 二月廿四 - 二月廿五 - 二月廿六 - 二月廿七
- 正月廿五 - 二月廿五 - 三月廿五
- 正月 - 二月 - 三月 - 四月 - 五月 - 六月 - 七月 - 八月 - 九月 - 十月 - 十一月 - 腊月
- 公历2月25日